# عادل عناني
عادل عناني (مواليد 30 يونيو 1980) عداء مغربي متخصص ركض المسافات الطويلة. مثل بلده ثلاث مرات في الماراثون خلال بطولة العالم لألعاب القوى.

## مسيرته
شارك في مسابقة الماراثون في بطولة العالم لألعاب القوى 2015 التي أُقيمت في بكين بالصين، لكنه لم يُكمل السباق.
على حلبة الجري الاحترافية، احتل المركز العاشر في ماراثون بوسطن 2014، والرابع في ماراثون لندن 2012، ها الأخير الذي سجّل فيه أفضل رقم شخصي له ب 2:07:43. كان الفائز عام 2009 في ماراثون بيبو أويتا (Beppu-Ōita Marathon) في اليابان بتوقيت 2:10:15 ساعة.
تم حظره من المنافسة لمدة أربع سنوات بسبب مخالفات في جواز سفره البيولوجي، ومن المُقرر أن ينتهي الحظر في 20 يونيو 2020. بالإضافة إلى ذلك، تم إلغاء جميع نتائجه منذ تاريخ 4 نوفمبر 2011 وما بعده.

## روابط خارجية
- عادل عناني على موقع الاتحاد الدولي لألعاب القوى (الإنجليزية)
- عادل عناني على موقع الدوري الماسي (الإنجليزية)